# Бармич, Мария Яковлевна
Мари́я Я́ковлевна Ба́рмич (26 апреля 1934 — 27 ноября 2023) — педагог, исследователь ненецкого языка, первый учёный среди ненецких женщин.
Родилась в Канинской тундре Канино-Тиманского района Ненецкого национального округа Архангельской области. Жила в Санкт-Петербурге, работала в институте народов Севера. Многие годы преподавала ненецкий язык, автор статей и учебных пособий о ненецком языке, культуре и быте ненцев.
9 декабря 2016 года в Нарьян-Маре была судьёй конкурса «Вадава лэтрахава», что в переводе означает «Сбережём родной язык».
Автор всей линейки учебников по ненецкому языку (см. раздел «Публикации»).

## Биография
Мария Яковлевна прошла большой трудовой путь. В 1953 году окончила Нярьян-Марское педагогическое училище, с 1960 года — Ленинградский педагогический институт им. А. И. Герцена. Работала в должности инструктора ОК ВЛКСМ, преподавателем педагогического училища в Игарке.
В 1967 году окончила аспирантуру ЛГПИ им. А. И. Герцена. Трудовой стаж М. Я. Бармич в РГПУ им. А. И. Герцена составляет около 53 лет. В университете Мария Яковлевна работала в должности ассистента, старшего преподавателя, доцента, заведующего кафедрой уральских языков и методики их преподавания. В 1969 году защитила кандидатскую диссертацию на тему «Лексика канинского говора ненецкого языка». Являлась ведущим лексикологом России по самодийским языкам. Автор учебников и учебно-методических пособий для учащихся 1-11 классов, студентов средне-специальных и высших учебных заведений.
Активная и подвижническая деятельность М. Я. Бармич снискала глубокое уважение среди коллег в Ненецком, Ямало-Ненецком автономных округах, Таймырском (Долгано-Ненецком) муниципальном районе Красноярского края. С 1998 года — профессор кафедры культуры и этнопедагогики ненецкого окружного ИППК. Ежегодно выезжала в города Нярьян-Мар, Салехард и Дудинку для чтения лекций по родному языку, на семинарах и курсах повышения квалификации учителей ненецких школ.
В течение ряда лет Мария Яковлевна являлась деканом и секретарём партийной организации факультета народов Крайнего Севера. Её воспитанники и учащиеся трудятся по всему северу. Одним из ярких учеников Бармич являются депутат государственной Думы СФ ФС РФ, президент Ассоциации коренных малочисленных народов Севера, Сибири и Дальнего Востока Григорий Петрович Ледков, доктор исторических наук, депутат Законодательного Собрания депутатов ЯНАО Пушкарёва Елена Тимофеевна. Марией Яковлевной подготовлено сотни учителей родного языка и литературы.
Скончалась 27 ноября 2023 года на 90-м году жизни после продолжительной болезни.

## Публикации
- Бармич М. Я. Ненеця Вада=ненецкий язык: 9 класс учебное пособие для общеобразовательных учреждений/состав. Бармич М.Я; редактор — Самойлова Е. Н./ Спб.: филиал изд-ва «Просвещение», 2014.-111 с.: ил. (Обложка, последняя стр.)
- Бармич М. Я., Няруй В. Н., Ненеця Вада=ненецкий язык: 6 класс учебное пособие для общеобразовательных учреждений/состав. Бармич М.Я; редактор — Самойлова Е. Н./ Спб.: филиал изд-ва «Просвещение», 2014.-71 с.: ил. (Обложка, титульный)
- Бармич М.Я, Няруй В. Н., Ненеця Вада=ненецкий язык: 5 класс учебное пособие для общеобразовательных учреждений/состав. Бармич М.Я; редактор -Самойлова Е. Н./ Спб.: филиал изд-ва «Просвещение», 2014.-95 с.: ил. (Обложка, титульный)
- Бармич М. Я. Ненеця Вада=ненецкий язык: 8 класс учебное пособие для общеобразовательных учреждений/состав. Бармич М.Я; редактор — Самойлова Е. Н./ Спб.: филиал изд-ва «Просвещение», 2014.-111 с.: ил. (Обложка, последняя стр.)
- Бармич М. Я. Грамматика ненецкого языка в таблицах: 1-4 классы: Учебное пособие для общеобразовательных учреждений.- 3 -е издание / состав. Бармич М.Я; редактор-. Самойлова Е. Н./ Спб.: филиал изд-ва «Просвещение», 2014.-87 с.: ил. (Обложка, последняя стр.)
- Бармич М. Я. Николай Семёнович Вылка и зарождение ненецкой литературы //Реальность этноса. Образование … — СПб.: Изд-во РГПУ им. А. И. Герцена, 2014.- 551 с. — С. 455—457. (Титульный, содержание 1, 2; Статья 1 стр, 2 стр.)
- Бармич М. Я. История создания и развития литературы ненцев: Николай Семенович Вылка (1904—1942) //Север, олени и не только…: Сборник научных трудов. — СПб.: Изд-во РГПУ им. А. И. Герцена, 2014. — 151 с. — С. 8 — 13. (Обложка, титульный, содержание, первая стр., последняя стр.)
- Бармич М. Я. Учёные-ненцеведы первой половины XX века //Север, олени и не только…: Сборник научных трудов. — СПб.: Изд-во РГПУ им. А. И. Герцена, 2014. — 151 с. — С. 14 — 33. (Обложка, титульный, содержание, первая стр., последняя стр.)
- Бармич М. Я.: Ненецкий язык: Углубленный курс: 10 — 11классы: Учебное пособие для общеобразовательных учреждений. — СПб.: филиал изд-ва «Просвещение», 2014. — 335 с. ил. (Обложка, титльный)
- Бармич М. Я. Первый из первых: Николай Иванович Терёшкин (воспоминания о моём защитнике, о моём помощнике
- Бармич М. Я. Куприянова З. Н. — лингвист, фольклорист, педагог
- Бармич М. Я. Этнофилологические проблемы ненецкой школы XXI века //Социализация ребёнка. Психологические и педагогические проблемы: тез. VI междунар.конф."Ребенок в современном мире. Открытое общество и детство", 21-23 апр.1999 г. — СПб., 1999. — С.192-193.
- Бармич М. Я. Роль национальной школы в развитии ненецкого языка //Образование как фактор развития языков и культур этнических меньшинств: материалы междунар.семинара. — СПб., 1998. — С.156-161.
- Бармич М. Я. Словарь ненецко-русский и русско-ненецкий (лесной диалект). Ок.4000 слов: пособие для учащихся нач.шк. / М. Я. Бармич, И. А. Вэлло. — СПб.: Просвещение, 1994. — 234 с.
- Бармич М. Я., Няруй В. Н. Ненецкий язык [Текст] : учеб.для 6-7 кл. — СПб. : Просвещение, 1997. — 176 с.
- Бармич М. Я. Исследования лексики современных самодийских языков //ФНКС : традиции и современность: юбил. Герцен. чтения, посвящ. 200-летию ун-та, 12-17 мая 1997 г. — Якутск, 1998. — С.21-22.
- Бармич М. Я. Бытовые обряды ненцев, связанные с их религиозными представлениями //Национальная духовная культура и образование: Герцен.чтения, 24: тез. докл. и сообщ. сессии, 12-14 мая 1992 г. — СПб., 1992. — С. 73-74.
- Бармич М. Я. Проникновение ненецких слов в финно-угорские языки / Материалы XXVIII межвузовской научно-методической конференции преподавателей и аспирантов, С.-Петербург, 15-22 марта 1999 г. /СПбГУ. — СПб., 1999. — Вып.4 : Секция финно-угорского языкознания. — С.15-16.
- Бармич М. Я. Способы отражения результатов языкового контактирования ненцев с русскими //Проблемы языкового контактирования в конкретных полиэтнических регионах СССР. Лексикографическая специфика описания конкретных явлений: тез. докл. Всесоюз. науч. конф., 10-13 апр.1991 г. — Махачкала, 1991. — С. 95-97.
- Бармич М. Я. Половозрастные названия оленей в самодийских языках //Проблемы языков народов Севера. — Якутск, 1991. — С. 57-69.
- Бармич М. Я. Презентация материалов словаря хозяйственной деятельности самодийских народностей //Экология культуры и образование на Севере : Герцен. чтения: материалы. — СПб., 1999. — С. 163—166.
- Бармич М. Я., Вэлло И. А. Букварь для 1 класса ненецких школ (лесной диалект). — 2-е изд. — СПб. : Просвещение, 1999. — 143 с.
- Бармич М. Я. Уральские языки //Контактологический энциклопедический словарь-справочник /РАН. — М., 1994. — Вып.1: Северный регион. Языки народов Севера, Сибири и Дальнего Востока в контактах с русским языком. — С.40-44.
- Бармич М. Я. Ненецко-русские языковые связи //Контактологический энциклопедический словарь-справочник/ РАН. — М., 1994. — Вып.1: Северный регион. Языки народов Севера, Сибири и Дальнего Востока в контактах с русским языком. — С.141-151.
- Бармич М. Я. Учебники и учебные пособия для ненецких школ //Просвещение на Крайнем Севере: сб. в помощь учителям шк. народностей Крайнего Севера : (Из опыта работы) . — Л., 1990. — N 24. — С.45-47.
- Бармич М. Я. Малыш учится : Ненецкий язык в картинках: учеб. пособие для ненец. дет. садов и нач. шк. — СПб. : Просвещение, 2000. — 96 с.
- Бармич М. Я., Вэлло И. А. Букварь для 1 класса ненецких школ (лесной диалект). — СПб. : Просвещение, 1993. — 143
- Бармич М. Я. Экологическое образование в типовых учебных программах ненецкой школы //Культура на защите детства: тез. докл. и сообщ. V Междунар. конф. «Ребенок в современном мире : права ребёнка», С.-Петербург, 27-29 мая 1998 г. — СПб., 1998. — С. 169—170.
- Бармич М. Я. Национально-региональный компонент в системе школьного образования //Реальность этноса. Образование и проблемы межэтнической коммуникации: материалы IV науч.-практ. конф., С.-Петербург, 17-20 апр. 2002 г. — СПб., 2002. — С. 394—396.
- Бармич М. Я. Печать истории в становлении ненецкой литературы в XX столетии //Литература народов Севера: сб. науч. ст. / РГПУ, Ин-т народов Севера. — СПб., 2005. — Вып.4. — С.73-76.
- Бармич М. Я. Поэтический голос Любови Ненянг (Комаровой) //Литература народов Севера: сб. науч. ст. / РГПУ, Ин-т народов Севера. — СПб., 2006. — Вып.6. Посвящается 75-летию со дня рождения проф. Е. С. Роговера. — С.123-126.
- Бармич М. Я. Культура, язык, традиционный образ жизни паютинских ненцев (по материалам путевых наблюдений) //Реальность этноса. Образование и гуманитарные технологии интеграции этнической, этнорегиональной и гражданской идентичности: сб. ст. по материалам X междунар. науч.-практ. конф., 8-11 апр. 2008 г. — СПб., 2008. — Ч. 2. — С. 679—683.
- Бармич М. Я. Исконная лексика ненецкого языка. //Материалы XXXIV Международной филологической конференции 14 — 19 марта 2005 г. Уралистика. Вып. 15. Часть 1. /Ответственный ред. Н. Н. Колпакова. — СПб.: Факультет филологии и искусств СПБГУ, 2005. — С. 10 — 14
- Бармич М. Я. Образование ненецкой молодёжи на родных традициях //Реальность этноса. Образование и этносоциализация молодёжи в современной России: Сборник статей по материалам XIV Международной научно-практической конференции, посвящённой 215-летию Герценовского университета. Санкт-Петербург, 16 — 18 мая 2012 г. /Под науч.ред. И. Л. Набока. — СПб.: Изд-во РГПУ им. А. И. Герцена, 2012. — С. 371—374
- Бармич М. Я. Традиции преподавания ненецкого языка в РГПУ им. А. И. Герцена //Модель мира коренных малочисленных народов Арктического региона: динамика взаимодействия языка и культуры в условиях глобализации и регионализации: материалы международного научно-практического семинара. 29 — 31 октября 2012 г. /отв. ред. О. Н. Иванищева. — Мурманск: МГГУ, 2013. С. 186—189
- Бармич М. Я. Из истории исследования словарного состава самодийских языков. //Реальность этноса. Роль образования в развитии межнациональных отношений в современной России: Сборник статей по материалам XV Международной научно-практической конференции. Санкт-Петербург, 23 — 25 апреля 2013 г. /Под науч.ред. И. Л. Набока. — СПб.: Изд-во РГПУ им. А. И. Герцена, 2013. С. 317—322
- Бармич М. Я. Словарь маминого языка (на канинском говоре ненецкого языка) — Санкт-Петербург : Алмаз-Граф, 2015.
- Бармич М. Я. Русско-ненецкий словарь / М. Я. Бармич. — Санкт-Петербург : Алмаз-Граф, 2017. — 832, [0] с.
- Бармич М. Я. Свет Полярной Звезды на Неве. автобиографические рассказы. — Санкт-Петербург : Алмаз-Граф, 2019. — 168, [0] с.
- Бармич М. Я. Ненецкий язык. Углубленный курс. Учебное пособие. — Санкт-Петербург : Алмаз-Граф, 2022. — 360, [0] с.

## Награды
- Почётный знак «За заслуги перед Таймыром» (постановление № 26-Н от 26 марта 2013 года)[4].
- Диплом «Почетного профессора Российского государственного педагогического университета им. А.И. Герцена» (1997 г.)
- Почётная Грамота Государственной Думы Ямало-Ненецкого автономного округа. (2007 г.)
- Медаль «За верность Северу» (Ассоциация коренных малочисленных народов Севера, Сибири и Дальнего Востока Российской Федерации)
- Медаль «Отличник народного Просвещения» (1985 г.)
- Медаль «Ветеран труда» (1988)
- Медаль «В память 300-летия Санкт-Петербурга» (2004)
- Нагрудный знак «Почетный работник высшего профессионального образования» (2004)
- Медаль РГПУ им. А. И. Герцена «Знак Почёта» (2006)
- Серебряный значок «СПО НАО» (2009)
- Почётная Грамота Министерства Просвещения РСФСР
- Медаль «Знак Почёта» (РГПУ им. А. И. Герцена)
- Благодарность Губернатора ЯНАО
- Медаль № 007 «За особые заслуги перед Ненецким автономным округом» (2011 г.)
- Медаль «Императрицы Марии Федоровны»
- Медаль «За гражданскую инициативу» (март 2017, ЯНАО)
- Благодарность Губернатора ЯНАО
- Благодарность Губернатора НАО и др.
- Диплом «Женщина года — 2010», в номинации «Культура»
- Почётная Грамота Администрации НАО
- Лауреат Премии Ямало-Ненецкого автономного округа (2014 г.)
- Юбилейная медаль НАО «90 лет Ненецкому автономному округу» (2018)
- Медаль «За заслуг в образовании и науке» (РГПУ им. А. И. Герцена, 2019)